# Курилов, Леонид
Леонид Курилов (эст. Leonid Kurilov; 12 апреля 1955, Таллин) — советский и эстонский футболист, защитник.

## Биография
В юности помимо футбола занимался хоккеем. В феврале 1971 года на VI зимней Спартакиаде «Юность» Эстонской ССР выступал за вторую команду Центрального района Таллина и был признан лучшим вратарём турнира.
В футболе играл на позиции защитника. В советский период выступал только на уровне чемпионата Эстонской ССР среди КФК за таллинские клубы «Спорт», «Динамо», «Темпо», «Норма». Становился чемпионом республики в составе «Динамо» (1978, 1980), «Темпо» (1982), «Нормы» (1988), неоднократным призёром чемпионата.
После распада СССР ещё три сезона выступал за «Норму» в независимом чемпионате Эстонии. Становился чемпионом (1992, 1992/93), серебряным призёром чемпионата (1993/94), обладателем (1993/94) и финалистом (1992/93) Кубка Эстонии. Осенью 1994 года играл за «Таллинна Садам», затем перешёл в «Лантану», с которой стал чемпионом страны и финалистом Кубка Эстонии 1994/95. Последние матчи на высшем уровне сыграл в 40-летнем возрасте.
Всего в высшем дивизионе Эстонии сыграл 61 матч и забил 6 голов. Также в составе «Нормы» провёл 4 матча в Лиге чемпионов.